# 迭戈·帕拉西奥斯
迭戈·帕拉西奥斯（西班牙語：Diego Palacios，1999年7月12日—），厄瓜多尔男子足球运动员，场上位置是边后卫。他曾代表厄瓜多尔国家队参加2022年国际足联世界杯，结果队伍止步小组赛阶段。